# フランソワ・ボンヴァン
フランソワ・ボンヴァン（François Bonvin、1817年11月22日 － 1887年12月19日）は、フランスの写実主義の画家。

## 幼少期
ボンヴァンはパリの中流階級の家庭に生まれた。父は警察官で、母はお針子をしていた。ボンヴァンが4歳の時、母親が結核で亡くなる。父親はボンヴァンの育成を老婆に委ねるが、この女性はけちで子供に食事を出すのを出し惜しみするような人物だった。父親はすぐに別の針子と再婚し、連れ子を家に連れて帰ってきた。そこからさらに子供が9人も生まれ、家庭の経済状況を圧迫した。その上悪いことには、継母は彼を虐待し、また十分に食べ物を与えなかったのである。
ボンヴァンが絵を描き始めたのはまだ小さな頃だった。彼の中に眠っていた才能は、一家の友人たる人物によって見出され、ボンヴァンが11歳の時、その友人から学費を支援してもらって絵を学ぶことになった。ボンヴァンは1828年から1830年まで、パリで絵の学校に通学した。また、この時期に印刷工として弟子入りしている。後にはアカデミー・シュイスで学ぶものの、画家としては、ほとんど独学で学んだと言える。ボンヴァンは、フランソワ・マリウス・グラネだけを自分にとって信頼できる助言者だと考えていたが、1843年には自分の作品を何枚か、グラネに見せている。ボンヴァンは自分の空き時間をルーヴル美術館で過ごすようになった。そこでは特にオランダの画家を気に入り、収集家のルイ・ラ・カーズからも歓迎された。

## 経歴
ボンヴァンは20歳の時に洗濯女と結婚した。またほぼ同時期にパリ警察本部での仕事を得ている。パリ警察では1850年まで働いた。そして、この後生涯にわたって苦しむことになる病に感染したのもこの時期であった。
ボンヴァンは、1849年のサロン・ド・パリで絵を3枚、展示した。その際、第3位に相当する賞を受賞している。1850年の公式展覧会にはギュスターヴ・クールベとともに出展したが、今回は一流の写実主義画家としての評価を得た。自分が直接知っている貧しい人々の生活を率直に描いたのである。彼の作品は批評家にも大衆にも好評を博した。ボンヴァンの作品にはクールベと共通する要素も持っていたにもかかわらず、その控えめな画風故に画期的だとはみなされなかったのだった。1870年に、レジオンドヌール勲章を受賞した。
ボンヴァンが描く主題は、静物画であり、普通の人々の毎日の暮らしであった。その画風はピーテル・デ・ホーホやジャン・シメオン・シャルダンの作品を彷彿とさせるものであった。ボンヴァンの、明るさの繊細な扱いは、特にシャルダンを思い出させた。
1881年には手術を受けるが健康を回復させることはできず、結局視力を失ってしまう。1886年、ボンヴァンの作品の回顧展が開催される。1887年、サン＝ジェルマン＝アン＝レーで没する。
1978年には、ジョフロワ・ドゥショーム出版から「19世紀の作家達：ボンヴァン」と題して、ボンヴァンの生涯と作品についてガブリエル・ワイズベルク教授が著した評論ならびに解説が出版されている。

## 作品

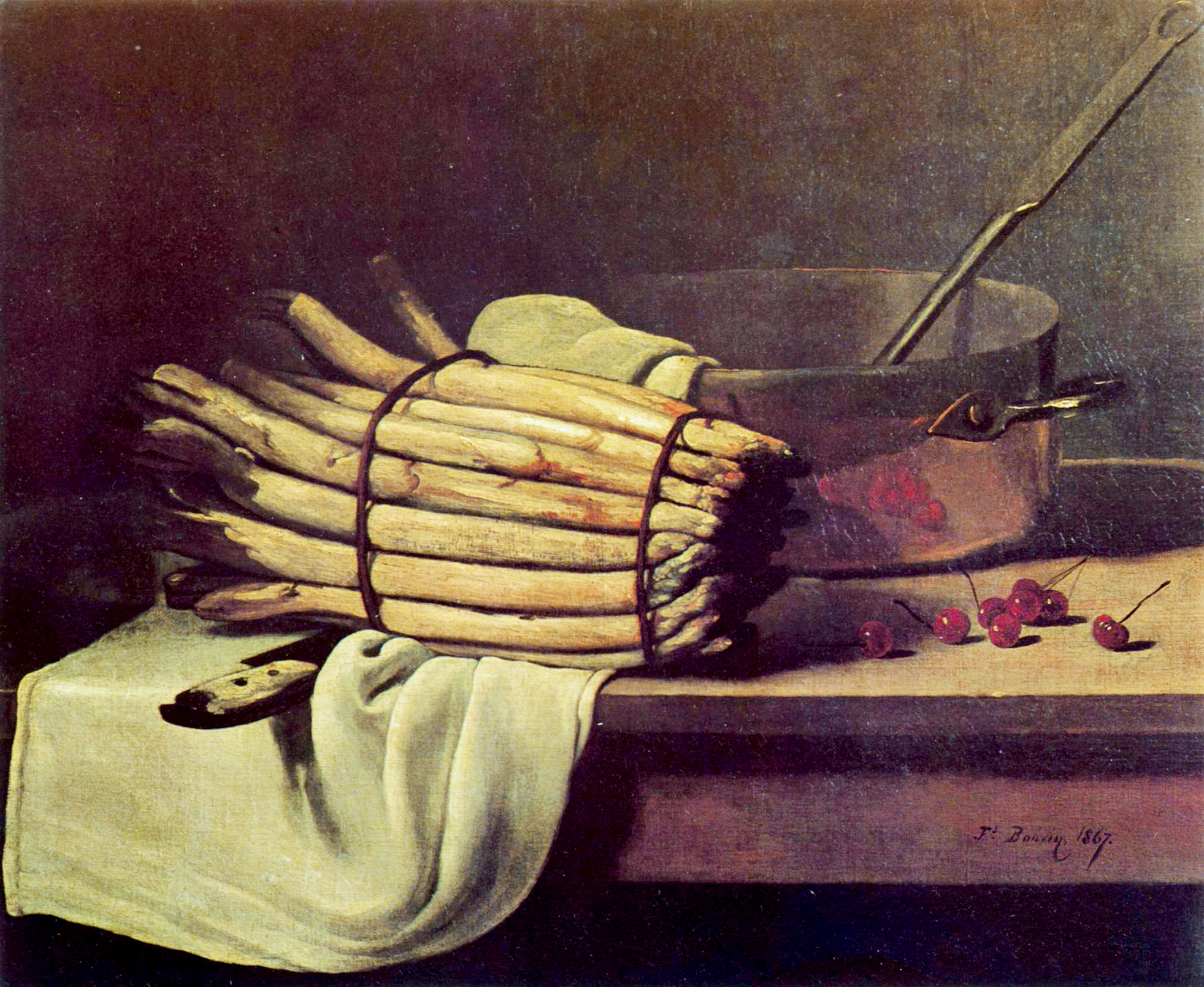
Nature morte aux asperges (1867),
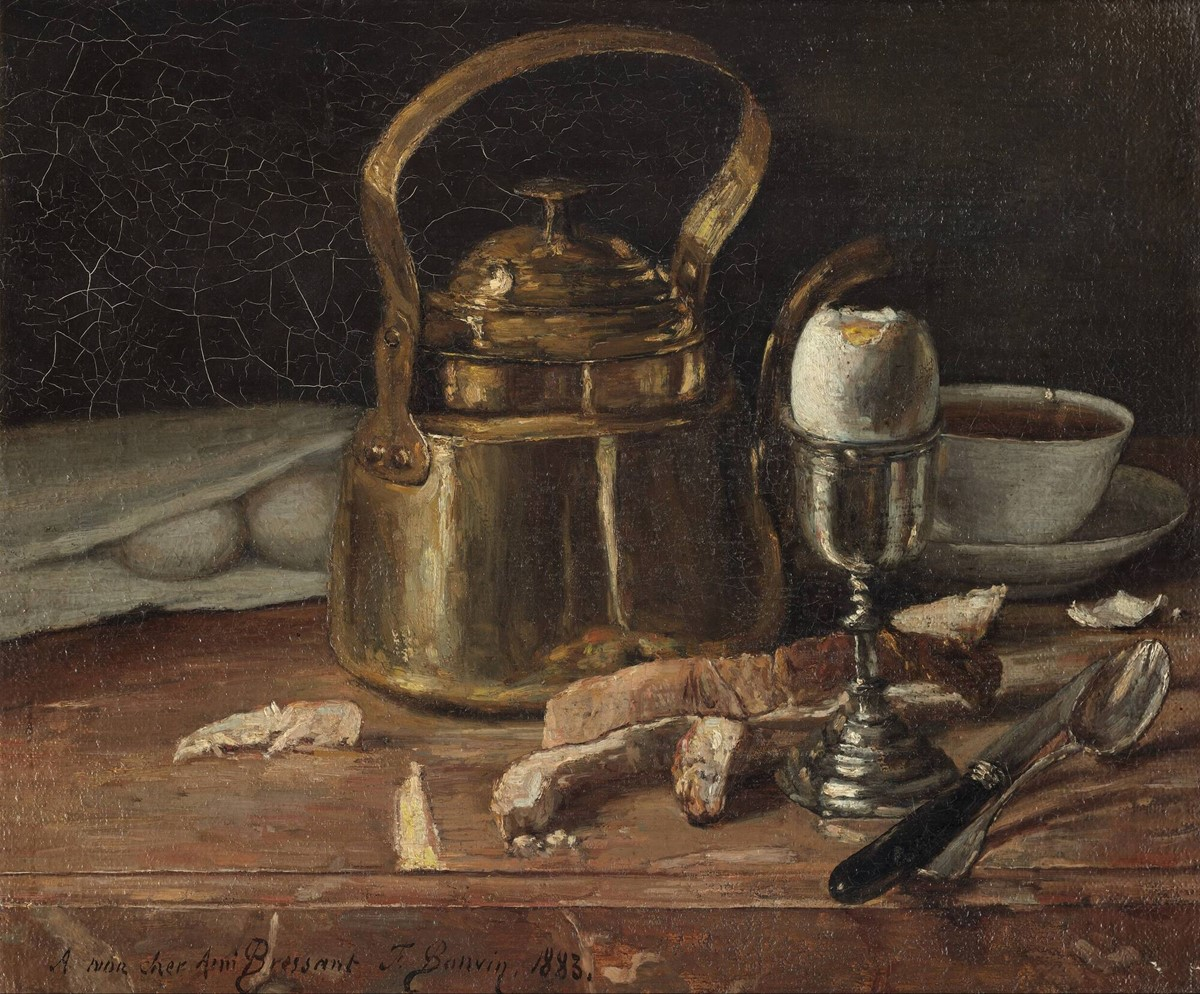
Nature morte à la bouilloire (1883),
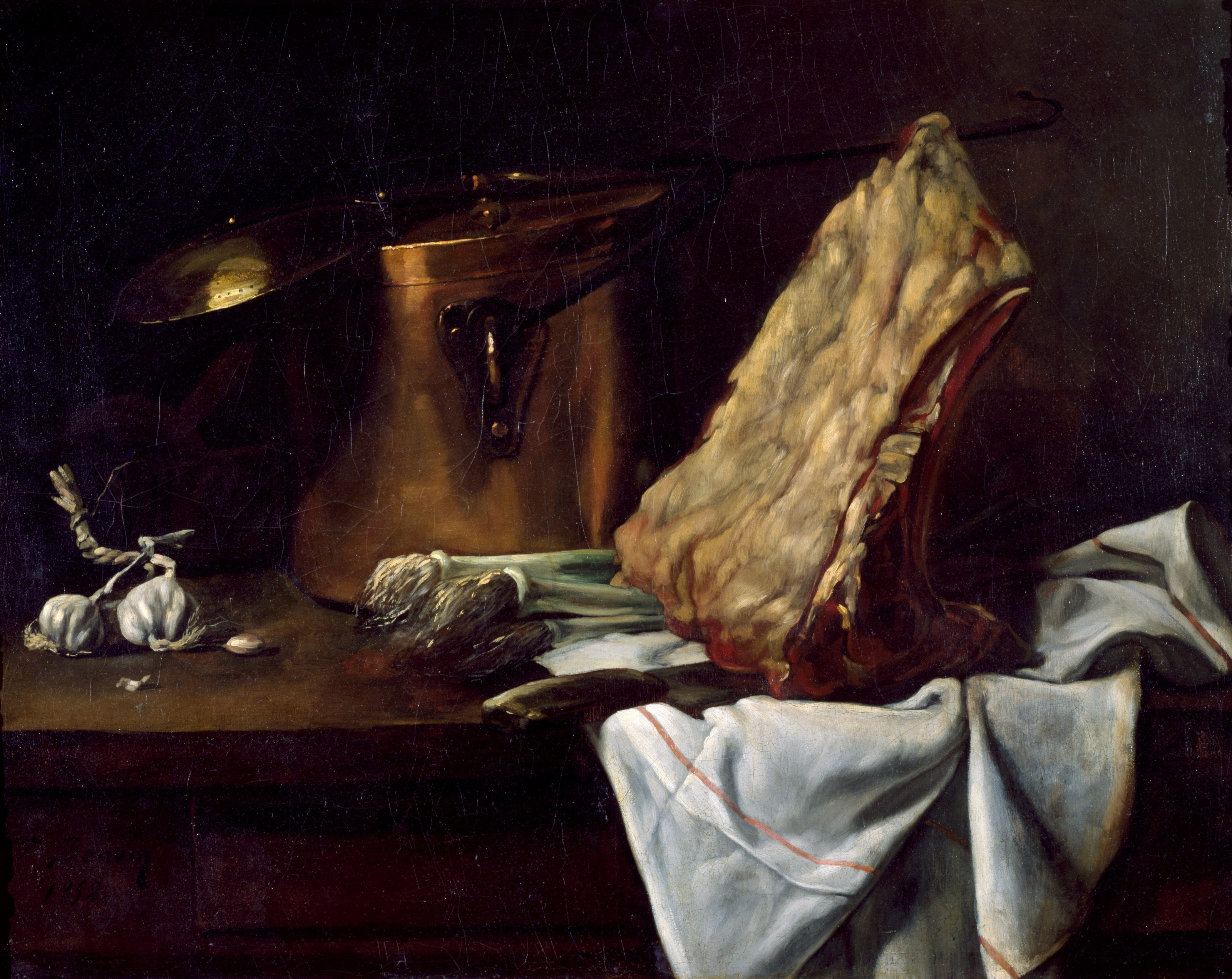
Still Life (1858)

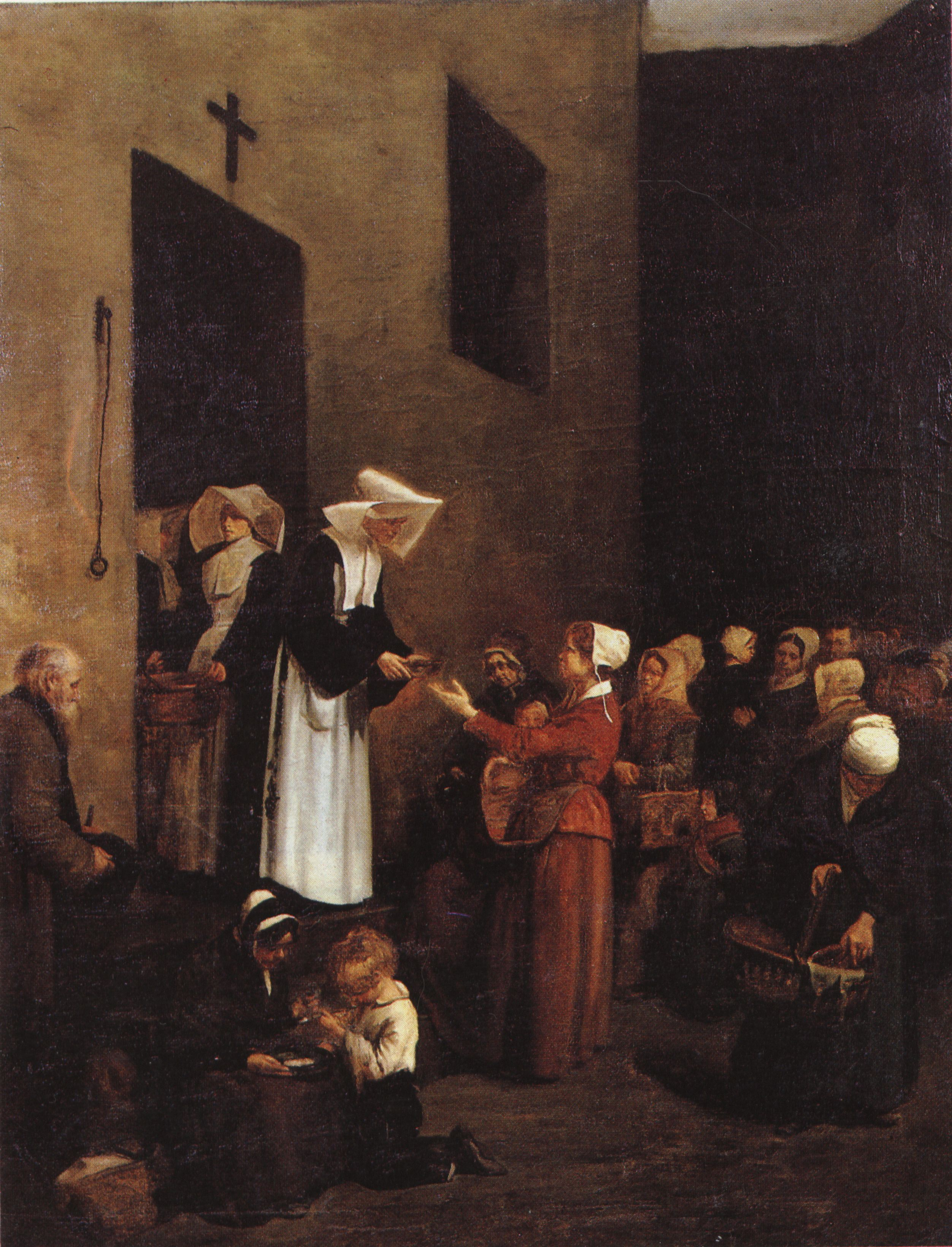
La Charité (1851),
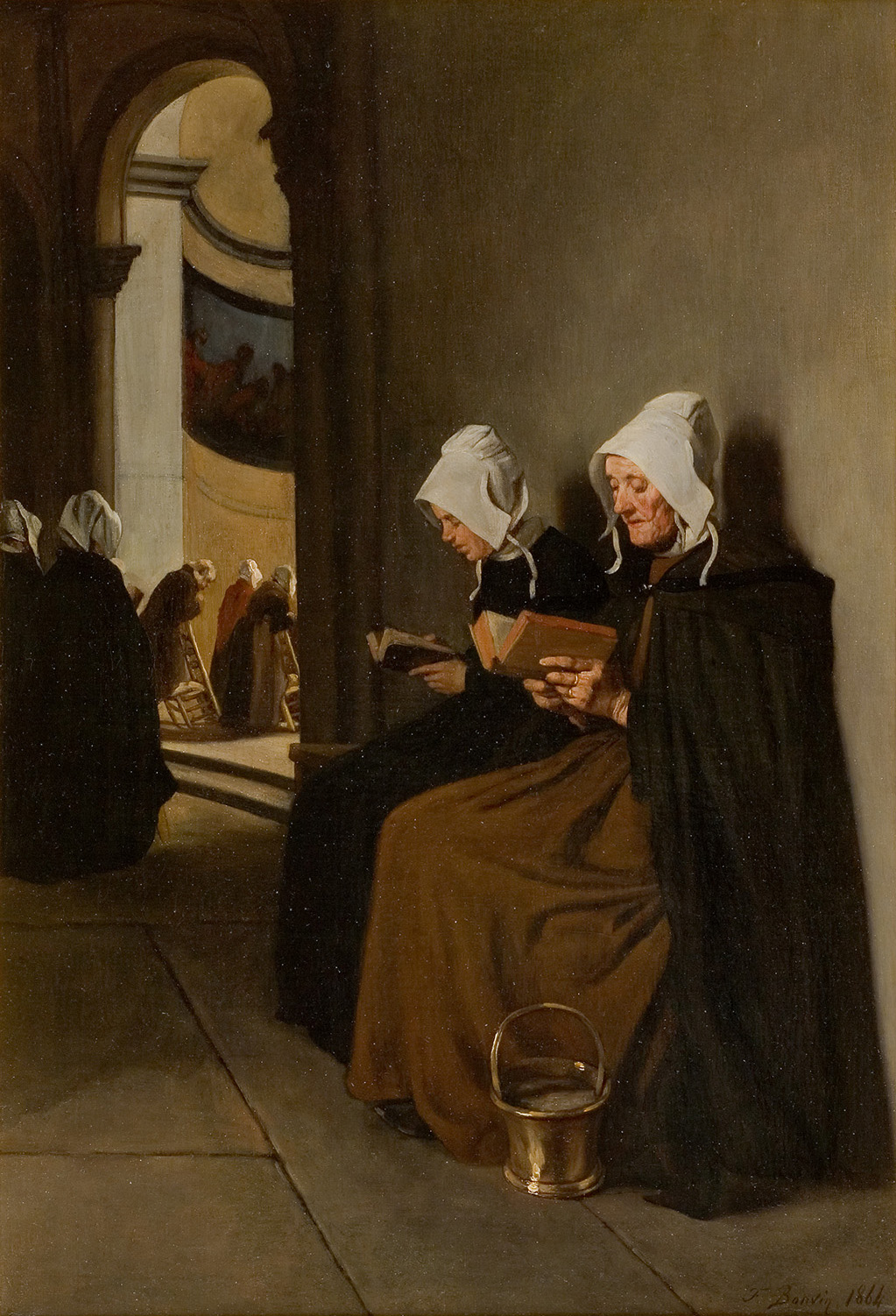
Au banc des pauvres (1864),
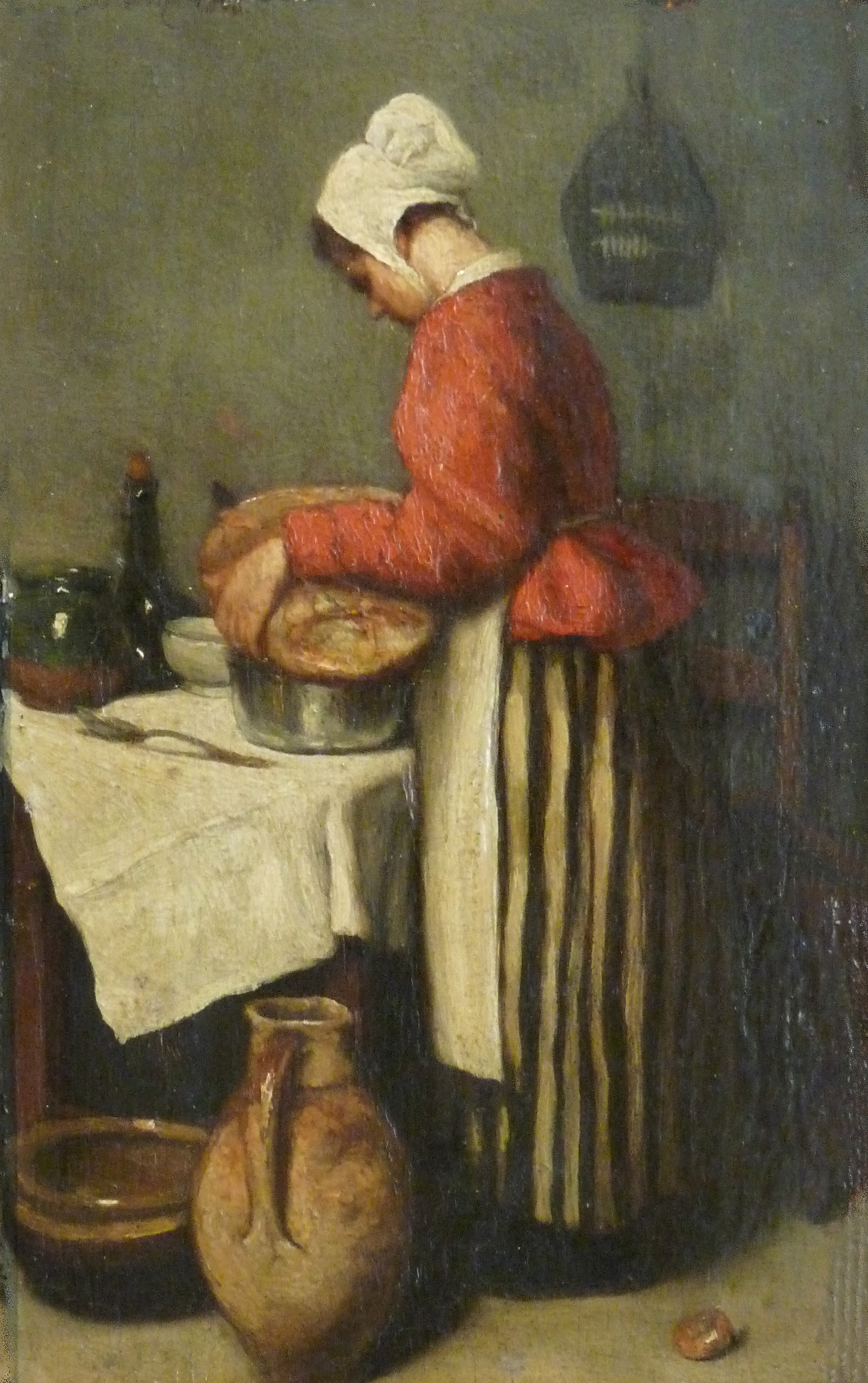
La Tailleuse de soupe
Young Woman with a Mandolin (1873/1874)